# 内村鑑三不敬事件

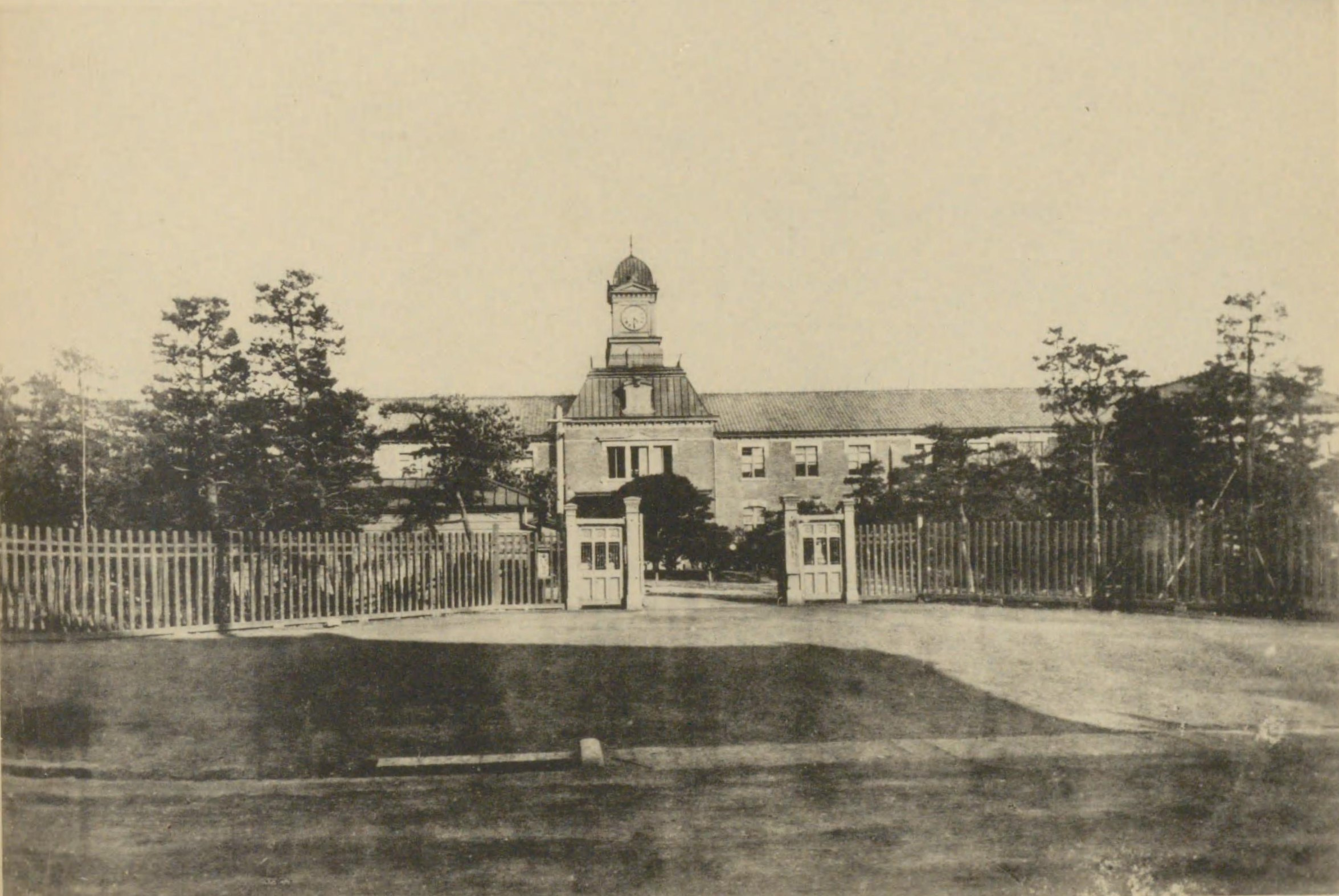
第一高等中学校本館

内村鑑三不敬事件（うちむらかんぞう ふけい じけん）は、内村鑑三が、不敬を理由に第一高等中学校の教職を追われた事件である。第一高等中学校不敬事件（だいいち こうとうちゅうがっこう ふけい じけん）ともいわれる。
内村は1890年（明治23年）から第一高等中学校の嘱託教員となったが、その年は10月30日に第一次山県内閣のもとで教育勅語が発布された年でもあった。翌1891年（明治24年）1月9日、第一高等中学校の講堂で挙行された教育勅語奉読式において、内村が天皇晨筆の御名（おそらくは明治天皇の直筆ではなくその複写）に対して最敬礼を行わなかったことが、同僚教師や生徒によって非難され、それが社会問題化したものである。敬礼を行わなかったのではなく、最敬礼をしなかっただけであったが、それが不敬事件とされた。この事件によって内村は体調を崩し、2月に依願解嘱した。
東京帝国大学教授の井上哲次郎が激しく内村を攻撃したことで有名である。
日本組合基督教会の金森通倫は、皇室崇拝、先祖崇拝は許されると主張したが、日本基督教会の指導者植村正久はこれを認めなかった。植村は「勅語に対する拝礼などは憲法にも法律にも教育令にも見えないことで、事の大小を別とすれば運動会の申し合わせと同様のもの、このようなことが解職の理由になるのは不合理だし学生のモッブ然とした内村糾弾運動を放置し迎合するのは教育上もおかしい」という論陣を張ったが、さほどの影響はなかった。
山本七平はこの経緯について「日本人が宗教的に寛容だと言うのはこの事件のことを考えると信じがたく、ある一点に触れれば恐るべき不寛容を示すのであって、ただ欧米と不寛容の基準が違うに過ぎない」と述べている。